# Rhabdoblatta structilis
Rhabdoblatta structilis är en kackerlacksart som först beskrevs av Rehn, J. A. G. 1909.  Rhabdoblatta structilis ingår i släktet Rhabdoblatta och familjen jättekackerlackor. Inga underarter finns listade i Catalogue of Life.